# ديفيد دوبريك
ديفيد دوبريك (بالإنجليزية: David Dobrik)‏ هو يوتيوبر سلوفاكي ولد في 23 يوليو 1996.

## وصلات خارجية
- noo على موقع IMDb (الإنجليزية)
- noo على موقع قاعدة بيانات الفيلم (الإنجليزية)